# Calhoun megye (Nyugat-Virginia)
Calhoun megye az Amerikai Egyesült Államokban, azon belül Nyugat-Virginia államban található. Megyeszékhelye és legnagyobb városa Grantsville. Lakosainak száma 6229 fő (2020. április 1.). Calhoun megye Ritchie, Clay, Braxton, Gilmer, Roane és Wirt megyékkel határos.

## Népesség
A megye népességének változása:
| Lakosok száma | 7639 | 7638 | 7613 | 7564 | 7470 | 6229 |
|               | 2010 | 2011 | 2012 | 2013 | 2015 | 2020 |